# 安娜贝格-伦格茨
安娜贝格-伦格茨是奥地利萨尔茨堡州哈莱因县的一个市镇。总面积61.01平方公里，总人口2288人，人口密度37.5人/平方公里（2005年）。